# Tere Tur
Teresa Tur Grau (19 de junio de 1973, más conocida como Tere Tur) es una exjugadora de balonmano española, internacional con la selección española.

## Trayectoria
Tere Tur inició su carrera en el balonmano a los 9 años en el colegio C.P. Baladre de Picaña. De ahí saltó a la cantera saguntina, con la que disputó la fase de ascenso a la División de Honor Oro en la temporada 1995/96. Junto a Santi Arce Aguilar decidió marcharse de su equipo de formación y, la temporada 1996/97 fichó por el C.B Arrate en la que coincidió con Jorge Dueñas (posteriormente seleccionador de las Guerreras).  Aunque su paso por el club fue breve y sólo consiguió un quinto puesto, fue el debut en la máxima categoría nacional. 
Tras esta etapa, Tere  se trasladó a Santander para formar parte del Verdaloe Caja Cantabria. Durante dos temporadas convivió en la Albericia con uno de sus ídolos, Jakimovich. Después de tres años en el norte de España se trasladó a Andalucía recalando en el Vícar Goya de Almería. Con este equipo, vivió lo que ella misma describe como su "época dorada":participó en competición europea, disputó la Copa de la Reina y, tras una buena actuación en dicha competición en 2001, fue convocada para la selección española absoluta en un torneo internacional celebrado en Adra, donde España salió campeona. 
En 2003, Tere Tur se trasladó a Puerto Sagunto, una de las localizaciones históricas del balonmano español. Inicialmente, su destino era jugar en Alucine Alser Sagunto, pero su incorporación se vio retrasada por el embarazo de su primer hijo. A finales de febrero de 2004, retomó la competición. Más tarde, con la fusión de Alucine Alser Sagunto y Mar Valencia (con lo que se formó el Astroc Sagunto), formó parte de la plantilla que logró coronarse campeona de Liga bajo la dirección de Cristina Mayo.
Tras una temporada más en el Maritin Villegas Valencia, donde coincidió con viejas compañeras como Silvia Navarro, dio el salto a Elche Mustang de Alicante, club en el que militó durante tres temporadas. Volvió a vestir la camiseta de Maritin Villegas, disputando otras dos temporadas y media. No obstante, en diciembre de 2011 la directiva del club anunció problemas económicos que obligaron a la salida de casi todas las jugadoras. En agosto de 2012, Tere Tur se incorporó al nuevo proyecto del Morvedre, club que inició en categorías inferiores y ascendió hasta la División de Honor Plata, donde militó hasta 2017, siendo máxima goleadora en varias temporadasy la jugadora más destacada del equipo. En 2017, Tere Tur pasó una temporada en Handbol Mislata y, a partir de 2018, se incorporó al Handbol Onda, equipo con el que continuó compitiendo hasta su retirada.
Su desempeño en las canchas le ha hecho ser merecedora de diversos reconocimientos, como la mención especial al Mérito Deportivo por su trayectoria en el balonmano o el premio a la visibilidad femenina.
En 2008 compitió en balonmano playa, junto a Myriam Navarro, Llanos Trigueros, Bea Morales, Alicia Morante, Susana Rodríguez, Isabel Martínez, Anabel Forner, Mayte Andreu o Natalia Morskova.

### Clubes
- 1996-1997: CB Arrate
- 1997-1999: Verdaloe Caja Cantabria
- 1999-2003: Vicar Goya Jarquil
- 2003-2005: Balonmano Sagunto
- 2005-2008: Elche Mustang
- 2008-2011: Maritin Villegas Valencia
- 2012-2017: Balonmano Morvedre
- 2017-2018: Handbol Mislata
- 2018: Handbol Onda

### Selección nacional
La destacada actuación de Tere Tur en la Copa de la Reina con Vícar Goya de Almería le abrió las puertas de la selección española absoluta. En 2001 fue convocada para participar en un torneo internacional en Adra, en el que España se proclamó campeona y la jugadora se destacó como la máxima goleadora en la final contra Rumania.

## Trofeos y galardones
- 1 x Liga DHF (2004/05)

## Vida
Durante su etapa en Almería, Tere Tur contrajo matrimonio y tuvo a sus dos hijos, siendo una de las pocas jugadoras de la época que detenía su labor competitiva por ser madre.